# Paola Andino
Paola Nicole Andino (Bayamón, 22 marzo 1998) è un'attrice statunitense di origine portoricana. È nota per il ruolo di Emma Alonso nella serie di Nickelodeon Emma una strega da favola.

## Biografia
Andino nasce a Porto Rico, ma successivamente si trasferisce in Texas, all'età di tre anni con i genitori e il fratello. Da bambina, balla in modo competitivo per il Lewisville's Footlights Dance Studio e a dieci anni inizia a prendere lezioni di recitazione con Antonia Denardo alla Denardo Talent Ventures di Lewisville. Dopo un piccolo ruolo in un episodio di Grey's Anatomy, nel 2011 partecipa al film per la televisione Oltre la lavagna - La scuola della speranza. Nel dicembre 2013 ottiene il ruolo di Emma Alonso, la protagonista femminile, nella serie Emma una strega da favola, per il quale viene nominata come miglior attrice femminile alla ventinovesima edizione degli Imagen Awards.

## Filmografia

### Cinema
- Sno Babies, regia di Bridget Smith (2020)

### Televisione
- Grey's Anatomy - serie TV, episodio 7x06 (2010)
- Oltre la lavagna - La scuola della speranza (Beyond the Blackboard), regia di Jeff Bleckner – film TV (2011)
- Every Witch Way: Spellbound, regia di Clayton Boen e María Eugenia Perera – film TV (2014)
- Emma una strega da favola (Every Witch Way) – serie TV, 85 episodi (2014-2015)
- Scuola di magia (WITS Academy) – serie TV, 2 episodi (2015)
- Regina del Sud (Queen of the South) – serie TV, 5 episodi (2017)
- Walker – serie TV, 1 episodio (2021)

## Doppiatrici italiane
Nelle versioni in italiano dei suoi film, Paola Andino è stata doppiata da:
- Deborah Morese in Oltre la lavagna - La scuola della speranza
- Chiara Oliviero in Emma una strega da favola
- Giorgia Brunori in FBI: Most Wanted